# Unie van Zuid-Afrika

De provincies van de Unie vanaf 1910 met de Afrikaanse namen

De Unie van Zuid-Afrika is de directe voorganger van de huidige republiek Zuid-Afrika. Het was een autonoom Dominion van het Britse Rijk. Zij ontstond in 1910 uit de samenvoeging van de Britse kolonies Kaapkolonie, Natal, Transvaal en Oranjerivierkolonie.
In de Unie van Zuid-Afrika werd het apartheidssysteem ontwikkeld. Van 1931 tot 1961 was de Unie een onafhankelijk Brits Gemenebest-land. Met het verlaten van het Gemenebest ging de Unie in 1961 over in de republiek Zuid-Afrika.

## 1910-1931

### Geografische indeling
De Unie van Zuid-Afrika ontstond op 31 mei 1910 uit de samenvoeging van de vier Britse kolonies Kaapkolonie, Natal, Transvaal en Oranjerivierkolonie. De Kaapkolonie was al sinds 1806 een Britse kolonie en Natal sinds 1843. Transvaal en Oranjerivierkolonie waren in 1902 Britse kolonieën geworden door annexatie van de boerenrepublieken Zuid-Afrikaansche Republiek en Oranje Vrijstaat. De vier kolonies werden provincies onder de respectievelijke namen Kaap de Goede Hoop, Natal, Transvaal en Oranje Vrijstaat. De grenzen bleven onveranderd.

### Bestuur
De Unie was een autonoom Dominion van het Britse Rijk, maar was in tegenstelling tot de Gemenebest-leden Canada en Australië een unitaire staat in plaats van een federatie. De Unie werd geleid door een Parlement met een Volksraad en een Senaat, die beide voornamelijk door de blanke minderheid werden verkozen. Alle bestaande wetten van de vorige regeringen werden geannuleerd en van toepassing verklaard op de nieuwe Unie en de oude parlementen werden opgeheven.
De onafhankelijkheid werd echter ingeperkt door de aanstelling van een Britse Gouverneur-Generaal over de Unie. Deze vertegenwoordigde de Britse koning en was dus het plaatsvervangende staatshoofd, terwijl de regering werd geleid door de eerste minister. De eerste die in 1910 in dit ambt werd verkozen was Louis Botha, een vroegere Boerengeneraal.
Na discussie en ongenoegen over de locatie van de hoofdstad werd besloten om de regeringszetel te vestigen in Pretoria, het parlement in Kaapstad, en de rechtgevende macht in Bloemfontein. Zodoende was het staatsbestuur verspreid over de drie hoofdsteden van de oude republieken en kolonies.

### Eerste Wereldoorlog
In 1914 brak de Eerste Wereldoorlog uit. Hoewel oorlog met het Duitse rijk vanwege het Britse verwantschap vanzelfsprekend leek was deze gedachte niet populair, gezien de Duitse steun tijdens de Boerenoorlog en de Duitse afkomst van vele Afrikaners. Toen Botha het leger opdracht gaf om Duits-Zuidwest-Afrika binnen te vallen ontstond er dan ook een opstand, de Maritz-rebellie. De opstand werd echter de kop ingedrukt en de inval werd hervat, waarna de Duitse kolonie in 1915 werd veroverd en geannexeerd. Nadat de oorlog was afgelopen en de Volkenbond was opgericht, verkreeg de Unie een mandaat op dit gebied.

## 1931-1961
In 1926 werd in de Balfour-declaratie de Unie van Zuid-Afrika – samen met de Dominions Canada en Newfoundland, Australië, Nieuw-Zeeland en Ierland – de onafhankelijkheidsstatus verleend. In 1931 werd dit vastgelegd in het Statuut van Westminster. In 1934 verklaarde het parlement van de Unie het land in de "Status of the Union Act, 1934" met terugwerkende kracht tot 1931 soeverein en onafhankelijk. Wetten van het Britse parlement werden als niet rechtsgeldig in de Unie verklaard.
In de Tweede Wereldoorlog was de Unie van Zuid-Afrika een van de eerste die nazi-Duitsland de oorlog verklaarde. Dit gebeurde op 6 september 1939.

### Einde van de Unie
Na een referendum op 5 oktober 1960 werd de Britse "Zuid-Afrika-Akte van 1909",  waarmee in 1910 de Unie en een nieuwe grondwet waren gecreëerd, ongeldig verklaard. De Unie verliet het Gemenebest en werd na precies 51 jaar op 31 mei 1961 de Republiek van Zuid-Afrika. 